# Parachalastinus flavescens
Parachalastinus flavescens là một loài bọ cánh cứng trong họ Cerambycidae.